# Lilianna Drzewiecka

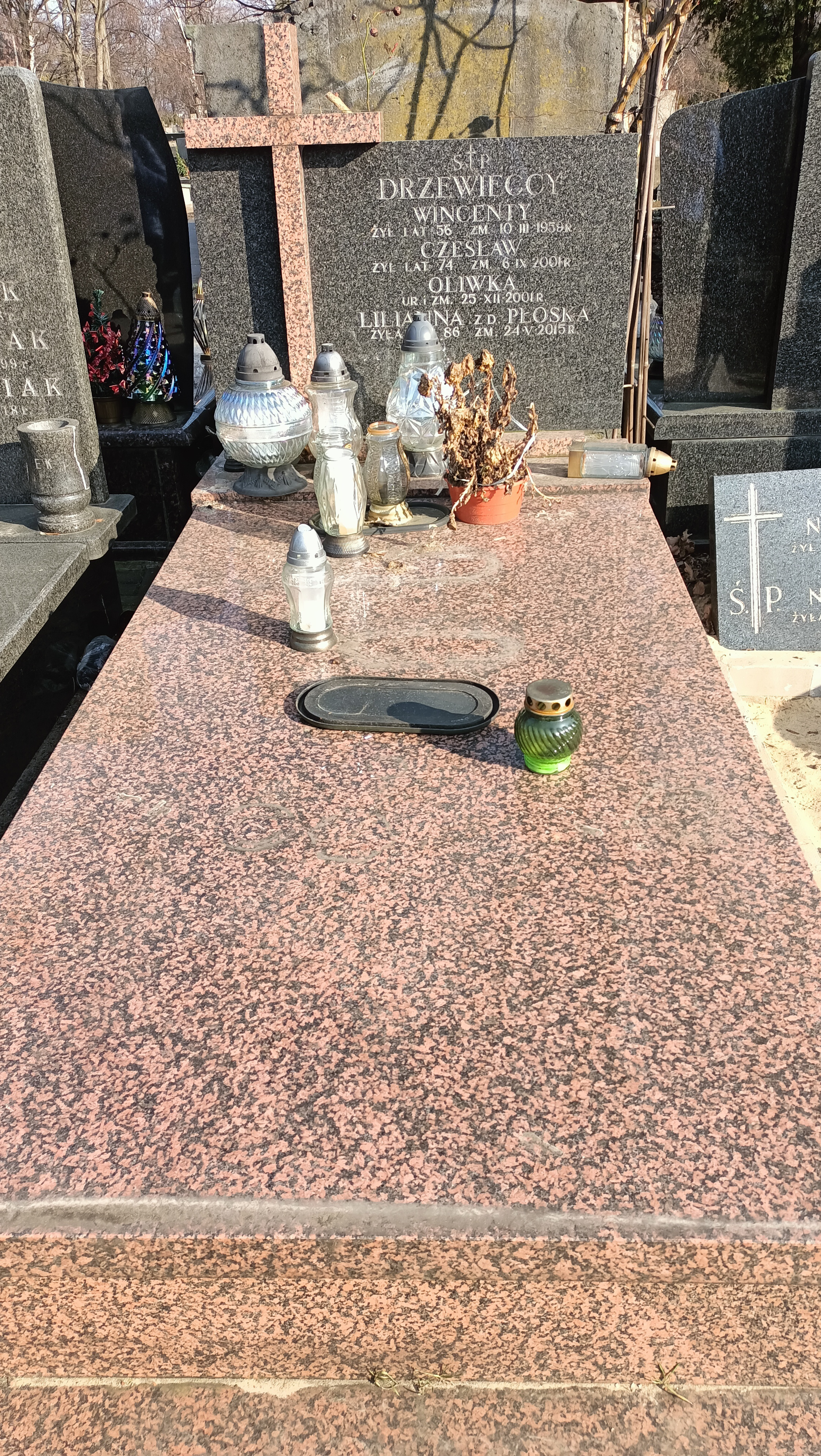
Grób Lilianny Drzewieckiej na Cmentarzu Bródnowskim w Warszawie

Lilianna Drzewiecka ps. „Luśka” (ur. 16 stycznia 1929 w Warszawie, zm. 24 maja 2015) – polska działaczka podziemia niepodległościowego w czasie II wojny światowej w ramach Szarych Szeregów, uczestniczka powstania warszawskiego.

## Życiorys
Urodziła się 16 stycznia 1929 roku w Warszawie jako córka międzywojennego oficera WP, Jana Płoskiego. W czasie II wojny światowej, wstąpiła do harcerstwa w ramach Szarych Szeregów i uczestniczyła w tajnych kursach sanitarnych. W powstaniu warszawskim służyła jako sanitariuszka, a po powstaniu była więziona w nazistowskich obozach koncentracyjnych KL Auschwitz-Birkenau oraz KL Flossenbürg. Po wojnie pracowała w przemyśle górniczym, a następnie wydawniczym. Zmarła 24 maja 2015 roku. Pochowana na cmentarzu Bródnowskim w Warszawie (kwatera 57H-2-2).  

## Wybrane odznaczenia
- Krzyż Kawalerski Orderu Odrodzenia Polski
- Krzyż Armii Krajowej
- Warszawski Krzyż Powstańczy
- Złota Odznaka honorowa „Za Zasługi dla Warszawy”